# Ossuaire de Gourin
Pour les articles homonymes, voir Ossuaire (homonymie).
L'ossuaire de Gourin est un ossuaire situé à Gourin, en France.

## Localisation
Le monument est situé dans le placître de l'église paroissiale, à une quinzaine de mètres au nord-est du chevet de cette dernière.

## Historique
L'édifice est bâti en 1777, avec les pierres des chapelles Saint-Pierre et Saint-Yves, situées dans le cimetière qui entourait l'église jusqu'en 1850.
L'ossuaire fait l'objet d'une inscription au titre des monuments historiques par l'arrêté du 17 novembre 1930.
Il sert d'atelier municipal en 1961.

## Architecture
Le bâtiment est construit suivant un plan rectangulaire. L'entrée dans le monument se fait par une large porte ouverte dans la façade. Deux étroites fenêtres rectangulaires, que traverse chacune un balustre, de chaque côté de la porte complètent l'ornementation de la façade. Une lucarne surmonte l'ensemble.